# Rebelstar (seria)
Rebelstar – seria taktycznych strategii turowych, które opracował Julian Gollop, znany z późniejszych gier Laser Squad i X-COM.
Na serię składają się cztery gry:
- Rebelstar Raiders – z 1984 na ZX Spectrum[1],
- Rebelstar – z roku 1987 na ZX Spectrum i Amstrad CPC[2][3]
- Rebelstar II – z roku 1988 na ZX Spectrum[4]
- Rebelstar: Tactical Command – z roku 2005 na Game Boy Advance

Akcja całej serii osadzona jest w futurystycznych realiach. Seria charakteryzowała się w swoich latach rozbudowanymi zasadami, które można odnaleźć i w późniejszych grach autora – gracz kierował grupą żołnierzy oraz ewentualnie robotów, musiał uwzględniać Punkty Akcji, dodatkowo istniało wiele typów uzbrojenia, w tym broń biała. W pierwszej części, Rebelstar Raiders, J. Gollop nie zaprogramował komputerowej inteligencji, przez co ta pozycja miała tylko tryb gry wieloosobowej. W Rebelstar II, posiadającym wiele nawiązań do filmowej serii Aliens jeden z graczy mógł kierować właśnie obcymi. W ówczesnej prasie wszystkie części były chwalone za wysoką grywalność.
Cała seria, wraz z innymi grami J. Gollopa, (Chaos i Nebula), trafiła do kompilacji The Rebelstar Collection; na stronie Retrospec obecny jest zbiorczy remake, Assault.